# Félix Ravaisson
Jean-Gaspard-Félix Laché Ravaisson-Mollien (Namen, 23 oktober 1813 - Parijs, 18 mei 1900), ook bekend als Félix Ravaisson, was een Frans filosoof. 
Ravaissons filosofie valt te situeren in het Frans spiritualisme, dat teruggaat op het werk van Maine de Biran. Juist zoals bij zijn tijdgenoot Victor Cousin, was het denken van Ravaisson eerst en vooral een bewustzijnsfilosofie. Tegelijkertijd zette hij zich af tegen Cousins eclecticisme en poogde de metafysica van Aristoteles nieuw leven in te blazen. Zijn bekendste werk is De l'habitude (1838).